# Atentados de 26 de novembro de 2008 em Bombaim
Em 26 de novembro de 2008 dez atentados terroristas sincronizados atingiram a cidade indiana de Bombaim, conhecida como capital financeira e maior cidade do país; alguns destes ataques só foram encerrados três dias depois, em 29 de novembro, quando as forças de segurança indianas conseguiram ganhar o controle de todos os locais atacados. 195 pessoas, incluindo vinte e dois estrangeiros, foram confirmados como mortos, e cerca de 327 pessoas ficaram feridas.
Oito ataques ocorreram no sul da cidade: na estação ferroviária de Chhatrapati Shivaji Terminus (CST); dois hotéis cinco-estrelas, o Oberoi Trident, em Nariman Point, e o Taj Mahal Palace & Tower, próximo ao Portal da Índia; no Leopold Café, um restaurante popular com turistas em Colaba; o Hospital Cama; na Casa Nariman, de propriedade de judeus ortodoxos; no cinema Metro Adlabs; no quartel-general da Polícia de Bombaim, onde pelo menos três oficias de alta patente, incluindo o chefe do Esquadrão Anti-Terrorismo de Maharashtra, foram mortos a tiros. O décimo incidente envolveu a explosão de um táxi em Vile Parle, próximo ao aeroporto, porém ainda não é claro se este incidente foi ligado aos ataques do resto da cidade. Entre cinquenta e sessenta terroristas teriam participado dos ataques.
Devido ao fato dos alvos aparentes terem sido cidadãos britânicos e americanos, e pelo padrão de ataques simultâneos e coordenados, acredita-se que terroristas islâmicos possam ser responsáveis. Uma organização até então desconhecida, que se identificou como os 'Mujahidin do Decão', alegou a responsabilidade através de um e-mail enviado a diversas organizações jornalísticas. Algumas reportagens têm atribuído estes ataques ao Lashkar-e-Taiba, um grupo militante islâmico que opera a partir do Paquistão. De acordo com algumas versões, alguns terroristas que mantinham reféns no hotel Oberoi teriam afirmado o desejo de que todos os mujahidin em prisões indianas deveriam ser soltos em troca dos reféns; o número de terroristas ainda armados dentro do edifício seria de pelo menos sete. Outras reportagens indicaram que esta exigência teria sido feita através de um dos reféns na Casa Chabad de Bombaim, numa ligação para o consulado israelense em Nova Delhi. Alguns especialistas expressaram visões conflitantes sobre uma possível autoria da Al-Qaeda destes atentados.
Depois de dois dias de tiroteios e explosões, o ataque aparentemente havia cessado na manhã do dia 28 de novembro; Incêndios estavam sendo apagados e soldados carregavam reféns e feridos para a segurança, além dos corpos daqueles que não haviam sobrevivido aos confrontos.
A Casa Nariman e o Oberoi Trident acabaram por ser libertados pelas forças especiais indianas. Cinco reféns teriam sido mortos no centro judaico. A situação no hotel Hotel Taj Mahal também teria se encerrado, apesar dos incêndios que ainda tomavam conta de partes do edifício; a ação da Guarda Nacional de Segurança teria resultado na morte de ao menos mais dois terroristas.

## Locais dos ataques

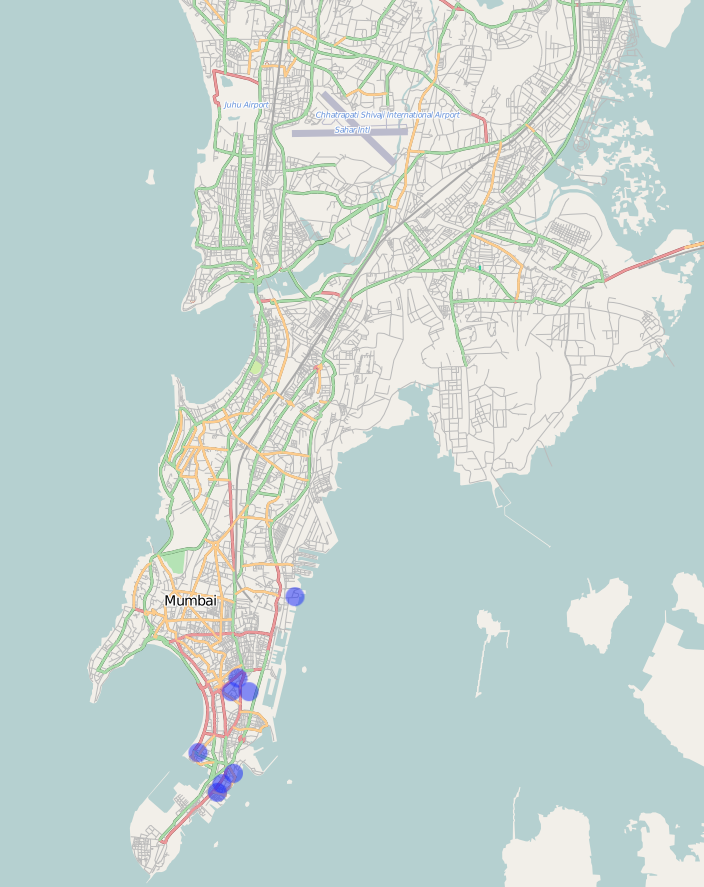
Localização dos ataques terroristas em Bombaim, em 26 de Novembro de 2008

| Localização                                                | Tipo de ataque                                                                                       |
| ---------------------------------------------------------- | --- |
| estação ferroviária de Chhatrapati Shivaji Terminus        | Tiros, granadas.                                                                                     |
| QG da polícia de Bombaim                                   | Tiros                                                                                                |
| Leopold Café, Colaba                                       | Tiros.                                                                                               |
| Hotel Taj Mahal Palace & Tower, próximo ao Portal da Índia | Tiros, pelo menos seis explosões, incêndio no último andar, reféns, RDX encontrado nas proximidades. |
| Hotel Oberoi Trident                                       | Tiros, explosões, reféns e incêndio.                                                                 |
| Cinema Metro                                               | Tiros disparados de um jipe da polícia roubado.                                                      |
| Hospital Cama                                              | Tiros, reféns.                                                                                       |
| Nariman House (Casa Chabad de Bombaim)                     | Cerco, tiroteio, reféns.                                                                             |
| Subúrbio de Vile Parle, North Mumbai                       | Carro-bomba.                                                                                         |
| Docas de Mazagaon                                          | Explosão, navio com armamentos apreendido.                                                           |
| Girgaum Chowpatty                                          | 1 terrorista morto e outro preso (Azam Amir Kasav) pela equipe da delegacia de polícia de Gamdevi.   |

## Cronologia dos ataques
A Índia vem sofrendo uma onda de atentados à bomba nos últimos anos, e Bombaim foi o alvo de muitos destes ataques.
O primeiro evento relatado a respeito deste ataque ocorreu às 20h10 IST de 26 de novembro; um barco carregando cerca de oito jovens com diversas sacolas de grande dimensão ancorou na vizinhança de Cuffe Parade, onde seis deles desembarcaram e o resto seguiu viagem ao longo da costa. Quando residentes perguntaram sobre suas ocupações, o grupo respondeu que eram estudantes. Às 20h30 outro incidente ocorreu em Colaba, no qual dez homens falando urdu desembarcaram de lanchas Zodiac, e teriam dito aos pescadores locais que "cuidassem de suas próprias vidas" antes de se separar e desaparecer em duas direções diferentes.
Os ataques começaram às 21h20, quando dois terroristas armados com rifles AK-47 entraram no terminal de passageiros da Estação Chhatrapati Shivaji abrindo fogo e arremessando granadas, matando pelo menos dez pessoas. Dois terroristas capturaram quinze reféns, incluindo sete estrangeiros, no hotel Taj Mahal.

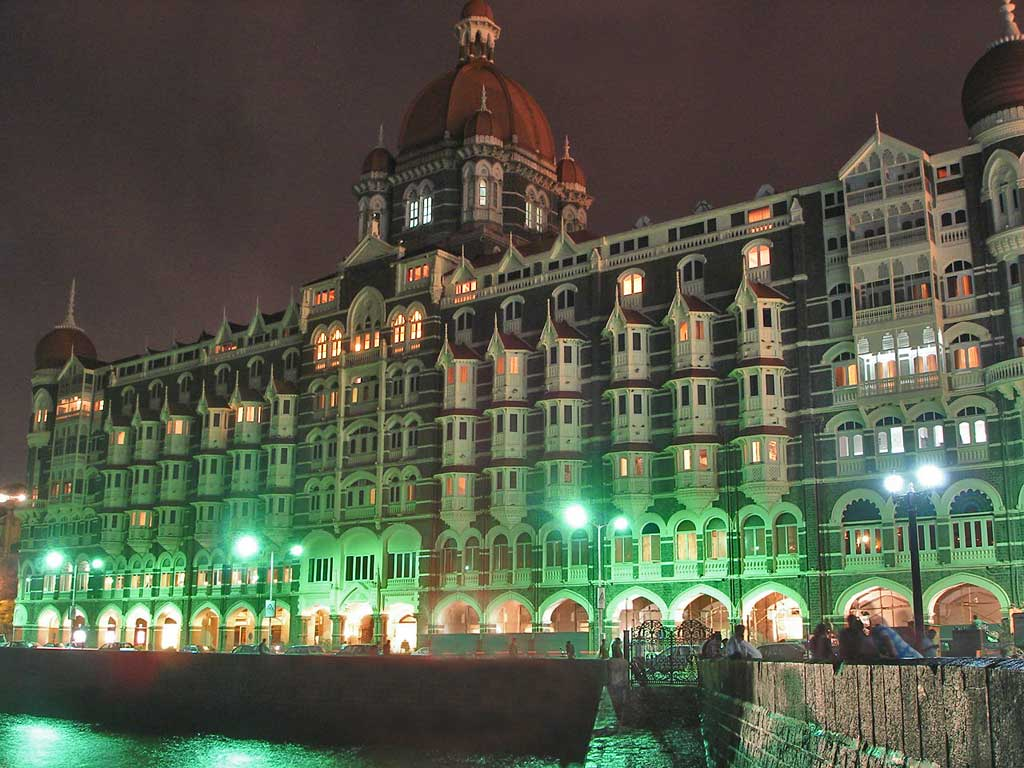
Fachada do Hotel Taj Mahal Palace antes dos ataques

A rede de televisão americana CNN relatou às 23 horas que a situação no hotel Taj Mahal já havia sido resolvida, citando o chefe de política do estado de Maharashtra como afirmando que os reféns já haviam sido libertados; no entanto, posteriormente se revelou que ainda existiam diversos turistas presos no hotel. Enquanto isso quarenta pessoas eram mantidas como reféns no hotel Oberoi Trident. Seis explosões foram ouvidas no hotel Taj Mahal, e uma no Oberoi. O hotel Taj Mahal foi declarado como completamente sob controle das tropas governamentais às 4 horas e 22 da madrugada e forças especiais indianas teriam matado dois atiradores dentro do Oberoi, assumindo o comando do edifício.
Os dois hotéis estavam em chamas, e foram cercados e invadidos pelos comandos das forças especiais indianas (Rapid Action Force). Surgiram reportagens sobre terroristas que se utilizavam de transmissões ao vivo das estações de televisão; as transmissões para os hotéis foram interrompidas. Explosões ainda acontecem dentro do hotel Taj Mahal, e a polícia e os bombeiros estão trabalhando para resgatar as pessoas presas dentro do edifício. Explosões de pequena intensidade foram relatadas em Vile Parle, e um ataque a granadas ocorreu em Santa Cruz. Duas explosões ocorreram na área da Nepean Sea Road, no sul da cidade; e mais explosões continuam a ser relatadas no hotel Oberoi. Neste meio tempo a polícia apreendeu um barco repleto de armas e explosivos, ancorado nas docas de Mazgaon, no porto de Bombaim.
Diversos delegados da Comissão do Comércio Internacional do Parlamento Europeu estavam alojados no hotel Taj Mahal quando ele foi atacado. O eurodeputado britânico Sajjad Karim, que estava no lobby do hotel quando os terroristas abriram fogo ali, bem como sua colega alemã Erika Mann, foram vistos pela primeira vez se escondendo em diversas partes do edifício. Outro que teria sido visto é o eurodeputado espanhol Ignasi Guardans, que estaria atrás de barricadas num dos quartos do hotel. Outro eurodeputado britânico, Syed Kamall, relatou como havia saído, juntamente com outros membros do Parlamento Europeu, do hotel rumo a um restaurante vizinho pouco tempo antes do ataque. Kamill também relatou que o parlamentar polonês Jan Masiel estaria dormindo em seu quarto quando os ataques começaram, e que teria conseguido fugir do hotel. Kamil e Guardans também relataram a morte de um assistente de um parlamentar húngaro.
A Presidente de Madri, Esperanza Aguirre, também teria sido pega de surpresa pelo tiroteio ao fazer o check-in no hotel Oberoi Trident, bem como o parlamentar indiano N. N. Krishnadas, de Kerala, que jantava no restaurante do hotel Taj Mahal.
Diversos reféns foram aprisionados por terroristas na Casa Chabad de Bombaim (também conhecida como Casa Nariman), em Colaba, de propriedade do Chabad Lubavitch. O Chabad Lubavitch também expressou sua preocupação com o seu representante oficial na cidade, o rabino Gavriel Holtzberg, que era mantido como refém juntamente com sua esposa, Rivka Holtzberg. Diversos órgãos de imprensa já confirmaram que tanto o rabino quanto sua mulher foram executados pelos terroristas; a filha pequena do casal teria conseguido escapar no início do confronto, pelas mãos da sua babá.
O Secretário do Interior do estado de Maharashtra, Bipin Shrimali, anunciou que a polícia teria matado quatro suspeitos quando estes tentavam fugir em carros, durante dois incidentes separados, enquanto o Ministro do Interior indiano, R. R. Patil, afirmou que nove suspeitos foram presos.
Cerca de 400 membros das forças especiais do exército indiano e 300 comandos dos Guardas Nacional de Segurança (NSG), além de um número não conhecido de comandos MARCOS foram enviados a Bombaim. O exército alega já ter dominado a situação em um dos hotéis, e que teria libertado oito reféns no edifício judaico.
Em 29 de novembro o Times of India relatou que a batalha pelo controle de Bombaim havia se encerrado, depois de 60 horas de operação, com vitória das forças de segurança indiana. A operação final no hotel Taj Mahal Palace foi finalizada às 8h do dia 29; cerca de 250 pessoas foram resgatadas no Oberoi, 300 no Taj e 12 famílias de 60 pessoas na Casa Nariman. Um total de 195 pessoas teriam sido mortas pelos terroristas ou nas batalhas e tiroteios que se seguiram.

### Eventos no Hotel Taj Mahal Palace and Tower
| Data     | Horário aproximado | Evento                                                   |
| -------- | ------------------ | -------------------------------------------------------- |
| 27/11    | 3:30 AM            | Comandos navais invadem o hotel                          |
| 27/11    | 4:30 AM            | Mais de 200 pessoas são evacuadas                        |
| 27/11    | 6:35 AM            | O exército domina a área e a NSG entra no hotel          |
| 27/11    | 10:30 AM           | Relatos de tiroteios dentro do edifício                  |
| 27/11    | Meio-dia           | 50 pessoas evacuadas                                     |
| 27/11    | 4:30 PM            | Militantes atearam fogo a um quarto no quarto andar      |
| 27/11    | 7:20 PM            | Mais comandos da NSG chegam e entram no hotel            |
| 27/11    | 11:00 PM           | Mais operações são realizadas                            |
| 27/11    | 2:53 PM            | Seis corpos são retirados                                |
| 27-28/11 | 2:53 PM - 3:59     | Dez explosões de granadas                                |
| 28/11    | 3:00 PM            | Fuzileiros navais recuperam explosivos do hotel          |
| 28/11    | 4.00 PM            | Cerca de 15 corpos são retirados pelos fuzileiros navais |
| 28/11    | 7:30 PM            | Mais explosões e tiroteios dentro do hotel               |
| 28/11    | 8:30 PM            | Um terrorista pelo menos permanece dentro do Taj Mahal   |

### Eventos no Hotel Oberoi Trident
| Data  | Horário aproximado | Evento |
| ----- | ------------------ | --- |
| 27/11 | 6 AM               | Chegada da NSG, invasão do hotel.                                                                                             |
| 27/11 | 8:40 AM            | Tiros ouvidos, principais oficiais do exército e da marinha chegam e assumem o comando das operações.                         |
| 27/11 | 1:30 PM            | Duas pequenas explosões, mais reforços entram no prédio.                                                                      |
| 27/11 | 3:25 PM            | Alguns reféns estrangeiros são resgatados.                                                                                    |
| 27/11 | 5:35 PM            | O regimento sikh chega, trava-se uma feroz batalha no interior do edifício.                                                   |
| 27/11 | 6 PM               | 27 reféns saem do edifício da Air India, quatro estrangeiros levados ao hospital.                                             |
| 27/11 | 6:45 PM            | Explosão ouvida; dois guardas da NSG e 25 soldados suspeitos de terem se ferido. Mais pessoas são resgatadas, totalizando 31. |
| 27/11 | 7:10 PM            | Um terrorista preso. |
| 27/11 | 7:25 PM            | Incêndio se inicia no quarto andar.                                                                                           |
| 27/11 | 11 PM              | Operações continuam. |
| 28/11 | 10 AM              | Muitos reféns evacuados do Trident.                                                                                           |
| 28/11 | 3:00 PM            | Operações de forças especiais no Oberoi são encerradas e 24 corpos são resgatados.                                            |

### Eventos na Casa Nariman
| Data  | Horário aproximado | Evento                                                                                            |
| ----- | ------------------ | ------------------------------------------------------------------------------------------------- |
| 27/11 | 7 AM               | Polícia começa a evacuar os prédios adjacentes.                                                   |
| 27/11 | 11 AM              | Tiroteio entre terroristas e policiais; um militante é ferido.                                    |
| 27/11 | 2:45 PM            | Terroristas arremessam granadas contra rua vizinha, sem fazer vítimas.                            |
| 27/11 | 5:30 PM            | Chegam forças especiais da NSG, helicóptero da marinha faz inspeção aérea.                        |
| 27/11 | 11 PM              | Operações continuam.                                                                              |
| 28/11 | 7:30 AM            | Comandos da NSG descem do helicóptero para o telhado da Casa Nariman.                             |
| 28/11 | 7:30 PM            | Todos os cinco reféns, incluindo o rabino e sua esposa, são encontrados mortos pelos terroristas. |
| 28/11 | 8:30 PM            | Comandos da NSG declaram o fim das operações; dois terroristas são mortos.                        |

## Responsabilidade
Uma organização até então desconhecida que se identificou como os Mujahidin do Decão alegou a responsabilidade pelo atentado em e-mail enviado a diversas organizações jornalísticas. O The New York Times afirmou que especialistas em segurança internacional desconhecem o grupo; um dos analistas a chamou de "nome de fachada". Em setembro o grupo conhecido como "Mujahidin Indianos" havia alertado sobre ataques futuros. A mensagem enviada pelo grupo dizia: "você já está em nossa lista de alvos, e desta vez de maneira muito, muito séria." De acordo com uma testemunha, os terroristas estavam procurando por detentores de passaportes americanos e britânicos, e chegaram a deixar indivíduos de outras nacionalidades em paz, segundo o depoimento de um homem que alegou ser italiano. O jornal inglês The Independent relatou que "os atacantes eram jovens asiáticos que falavam hindi ou urdu, o que sugere que provavelmente sejam membros de um grupo militante indiano, e não estrangeiros" - embora estes idiomas sejam falados tanto no Paquistão quanto na Índia. Segundo a rede de televisão Sky News um dos terroristas teria gritado "vocês têm consciência de quantas pessoas foram mortas na Caxemira? Têm consciência de como seu exército tem matado muçulmanos?", e posteriormente falado em urdu com o que foi descrito como um sotaque caxemiriano.
De acordo com o principal ministro do estado de Maharashtra, Vilasrao Deshmukh, até 25 atiradores teriam participado dos ataques. Os terroristas aparentavam ser jovens, com cerca de vinte anos de idade, e vestiam camisetas, camisas negras, e jeans. Segundo relatos publicados no jornal inglês The Guardian, eles pareciam "frios e controlados" e "não tinham pressa". Existem relatos de que britânicos estariam entre os atiradores. Os terroristas aparentemente haviam planejado o ataque com meses de antecedência, montando "salas de controle" em quartos dos dois hotéis que foram atingidos.
Inicialmente alguns setores da mídia haviam atribuído estes ataques terroristas ao Lashkar-e-Taiba, um grupo militante islâmico com base no Paquistão No início do dia 28, investigadores de polícia afirmaram que três dos terroristas capturados haviam confessado pertencer a este grupo, e um destes seria supostamente 'Ajmal Amir Kamal', originalmente da área do Punjabe paquistanês. Estas alegações podem ter conseqüências sérias para as relações futuras entre a Índia e o Paquistão, já estremecidas por décadas de conflitos militares. O desvio das forças militares e de segurança paquistanesas das atividades de combate ao terrorismo para atividades relacionadas aos conflitos com a Índia podem ter sido parte da motivação por trás dos ataques. Fontes de inteligência americanas vêm afirmando que existem cada vez mais evidências indicando que o Lashkar-e-Taiba estaria por trás dos ataques. Ainda assim, muitos analistas de segurança insistem que os ataques foram executados por grupos extremistas nativos à Índia, que também seriam culpados por uma série de atentados à bomba ocorridos no início deste ano.
Se o Lashkar-e-Taiba estiver de fato envolvido, suspeita-se uma possível ligação do grupo com a Al-Qaeda - já que esta seria a primeira vez que o grupo teria atacado especificamente ocidentais. Porta-vozes do Lashkar-e-Taiba negaram oficialmente qualquer envolvimento. O Guardian chamou as especulações sobre ligações com a Al-Qaeda de "imediatistas, simplistas - e provavelmente enganosa". Um professor da Universidade de Saint Andrews citado pelo jornal britânico The Telegraph argumentou que a Al-Qaeda teria desenvolvido o modelo seguido pelas operações terroristas, e o que se via agora eram pessoas e grupos diferentes, em partes diferentes do mundo, copiando este modelo."
Reportagens feitas na própria Índia estão relatando que agências de inteligência do país crêem que os terroristas vieram a Bombaim pelo mar, do porto paquistanês de Carachi, através do navio MV Alpha. Isto levou a Marinha da Índia e a guarda-costeira a começar a procurar por embarcações na costa oeste do país. O jornal Times of India está relatando que a guarda-costeira indiana capturou um barco que teria desaparecido alguns dias antes. O barco-pesqueiro de Porbandar teria sido seqüestrado em 14 de novembro, e suspeita-se que tenha sido usado pelos terroristas para chegar à costa em Colaba. O capitão da embarcação foi encontrado morto e os membros da tripulação estão desaparecidos. A Polícia do Guzerate afirmou que os ataques terroristas foram similares ao ataque ao Templo de Akshardham, ocorrido em 2002. Estas especulações, no entanto, foram afastadas depois de uma revista feita no MV Alpha pela marinha indiana onde não se encontraram evidências de qualquer envolvimento (embora a embarcação ainda esteja sendo investigada).
Um telefone celular recuperado de dois dos terroristas mortos supostamente mostraria ligações feitas para Carachi pouco tempo antes e depois do início dos ataques. De acordo também com o general Hooda, responsável pela operação antiterror, na mensagem interceptada quando os terroristas estavam se comunicando entre a Casa Nariman e o Hotel Taj, descobriu-se que eles falavam em panjabi, segundo ele, "tentando fingir que eram de Hyderabad". Dois supostos terroristas, Sahadullah Babbar e Imran , telefonaram para o canal de televisão indiano India TV e falaram com os correspondentes, alegando serem de Hyderabad, em Andhra Pradesh, ao mesmo tempo em que falavam urdu com um sotaque de Peshawar (pashto).
De acordo com uma reportagem do Times of India, os terroristas seriam motivados pelo zelo religioso, e libertado especificamente um casal turco, por também serem muçulmanos.

### Confissões de terroristas capturados
Azam Amir Kasav, um terrorista de vinte e um anos, foi capturado e levado ao hospital Nair. De acordo com as primeiras investigações das agências de inteligência indianas, Azam seria natural de Faridkot, no Paquistão, e teria recebido treinamento em armas no seu país natal. Com ele teriam sido encontrados um telefone celular, munição e uma planta da estação ferroviária que foi atacada, Chhatrapati Shivaji Terminus. Kasav forneceu diversas pistas sobre como ele e os outros terroristas teriam chegado a Bombaim desde Carachi, via Porbandar. Um coordenador teria entregado revólveres e pistolas automáticas, AK-47s, munição e frutas secas ao grupo antes do ataque. Azam ainda contou à polícia que desejavam imitar o ataque ao Marriott de Islamabad, ocorrido anteriormente, e reduzir o Hotel Taj à ruínas, recriando assim os ataques de 11 de setembro na Índia.
Azam também teria dito à polícia que ele e seu companheiro Ismail Khan teriam sido os responsáveis por atirar no chefe do Esquadrão Anti-Terror local, Hemant Karkare, no especialista em confrontos Vijay Salaskar e no comissário Ashok Kamte. De acordo com a polícia, Qasab entrou o Taj se passando por um estudante das ilhas Maurício, e plantou explosivos em seu quarto.